# Hernán Velásquez Núñez
Hernán Jesús Velásquez Núñez (Calama, 29 de octubre de 1965) es un sociólogo y político chileno, miembro de la Federación Regionalista Verde Social (FRVS). Desde julio de 2021 hasta julio de 2022, se desempeñó como miembro de la Convención Constitucional, en representación del distrito n° 3 de la Región de Antofagasta. Ejerció como concejal de la comuna de Calama durante dos períodos consecutivos, desde 2008 hasta 2016.

## Familia y estudios
Nació el 29 de octubre de 1965, en Calama, hijo de Irineo Velázquez Alvarado y de Marta Núñez Romero. Es hermano del exconcejal, exalcalde de Calama, exdiputado y actual senador Esteban Velásquez Núñez, por el periodo 2022-2030.
Realizó sus estudios primarios y secundarios en el Colegio Obispo Lezaeta, de Calama. Posteriormente, cursó los superiores, donde se tituló de sociólogo.
Está divorciado y es padre de tres hijos.

## Trayectoria política
Militante del Partido por la Democracia (PPD), en las elecciones municipales de 2008, fue electo como concejal por la comuna de Calama, por el período 2008-2012. En las elecciones municipales de 2012, fue reelecto en el cargo, por el período 2012-2016, está vez como candidato independiente. En esa calidad, se postuló como consejero eegional por la Circunscripción de El Loa (Región de Antofagasta) en las elecciones de noviembre de 2017, sin lograr ser electo.
En las elecciones de convencionales constituyentes del 15 y 16 de mayo de 2021 se presentó como candidato por el distrito n° 3, Región de Antofagasta, en calidad de militante de la Federación Regionalista Verde Social (FRVS), y como parte del pacto «Apruebo Dignidad». Resultó elegido al obtener 3.946 votos correspondientes a un 2,54 % del total de sufragios válidamente emitidos. Siendo su ingreso, por la vía de la paridad de género.
En el proceso de discusión de los Reglamentos de la Convención participó en la Comisión Provisoria de Descentralización, Equidad y Justicia Territorial. Posteriormente, se incorporó a la Comisión Temática sobre Forma del Estado, Ordenamiento, Autonomía, Descentralización, Equidad, Justicia Territorial, Gobiernos Locales y Organización Fiscal.